# Castellnou de Bages
Castellnou de Bages és un poble, cap del municipi del mateix nom, de la comarca del Bages.

## Geografia
- Llista de topònims de Castellnou de Bages (Orografia: muntanyes, serres, collades, indrets…; hidrografia: rius, fonts...; edificis: cases, masies, esglésies, etc.).

El poble està situat entre el Llobregat i el Cardener, al nord de Manresa, la capital de la comarca. Limita al nord amb els termes de Navàs i Balsareny, a l'est amb el de Sallent, al sud amb el de Santpedor i Callús i a l'oest amb el de Súria. El límit més meridional, al cim de la Costa de la Vila (493 m), és un esplèndid balcó natural del des del qual hom pot contemplar el Pla de Bages, amb la silueta de Montserrat com a teló de fons.

## Història
Es formà al voltant de l'antic castell de Castellnou i l'església parroquial de Sant Andreu, romànica basilical que data del segle xi. Al terme hi ha d'altres esglésies romàniques com Santa Margarida de Viladepost, Santa Eulàlia d'Argençola, Sant Pere i Sant Salvador.
El 1966 el poble antic va ser venut a un col·legi barceloní dels salesians, transformant-lo en un centre de colònies de vacances i un lloc de reunió per als seus alumnes i altres col·legis i entitats.
Al poble hi ha el Museu dels Maquis, amb objectes de Ramon Vila i Capdevila, "Caracremada", l'últim maquis català.

## Administració
| Període     | Alcalde o alcaldessa       | Partit polític    | Data de possessió | Observacions |
| ----------- | -------------------------- | ----------------- | ----------------- | ------------ |
| 1979–1983   | Domènec Vilaseca Tua       | Independents      | 19/04/1979        | --           |
| 1983–1987   | Domènec Vilaseca Tua       | CIU               | 28/05/1983        | --           |
| 1987–1991   | Domènec Vilaseca Tua       | CIU               | 30/06/1987        | --           |
| 1991–1995   | Josep M. Baraldes Casanova | CIU               | 15/06/1991        | --           |
| 1995–1999   | Josep M. Baraldes Casanova | CIU               | 17/06/1995        | --           |
| 1999–2003   | Josep M. Baraldes Casanova | CIU               | 03/07/1999        | --           |
| 2003–2007   | Jordi Santaulària Dalmases | CIU               | 14/06/2003        | --           |
| 2007–2011   | Francesc Martínez Vilaseca | PSC               | 16/06/2007        | --           |
| 2011–2015   | Francesc Martínez Vilaseca | PSC               | 11/06/2011        | --           |
| 2015–2019   | Francesc Martínez Vilaseca | PSC               | 13/06/2015        | --           |
| 2019-2023   | Domènec Òrrit Pujol        | ERC-AM            | 15/06/2019        | --           |
| Des de 2023 | David Canyadó Doménech     | Castellnou Es Mou | 17/06/2023        | --           |

| Partit polític                    | 2023  | 2023     | 2023 |
| Partit polític                    | %     | Regidors |      |
| Castellnou Es Mou                 | 51,01 | 5        |      |
| Esquerra Republicana de Catalunya | 36,49 | 3        |      |
| Junts per Catalunya               | 9,36  | 1        |      |

## Demografia
| Entitat de població       | Habitants (2024) |
| el Serrat de Castellnou   | 884              |
| les Pinedes de Castellnou | 352              |
| la Figuerola              | 111              |
| Castellnou de Bages       | 68               |
| Argençola                 | 15               |
| Font: Idescat             |                  |

| 1497 | 1515 | 1553 | 1787 | 1887 | 1900 | 1920 | 1950 | 1970 | 2010  | 2024  |
| 12   | 13   | 15   | 349  | 391  | 327  | 278  | 169  | 81   | 1.069 | 1.430 |

## Llocs d'interès
- Museu dels Maquis[3]